# Вільховецьке
Вільхове́цьке — село в Заваллівській громаді Голованівського району Кіровоградської області України. Населення становить 89 осіб.

## Населення
Згідно з переписом УРСР 1989 року чисельність наявного населення села становила 95 осіб, з яких 43 чоловіки та 52 жінки.
За переписом населення України 2001 року в селі мешкало 89 осіб.

### Мова
Розподіл населення за рідною мовою за даними перепису 2001 року:
| Мова       | Кількість | Відсоток |
| ---------- | --------- | -------- |
| українська | 86        | 96.63%   |
| російська  | 3         | 3.37%    |
| Усього     | 89        | 100%     |